# Verletzungsdelikt
Ein Verletzungsdelikt liegt im deutschen Strafrecht vor, wenn der Eintritt eines Schadens zum Straftatbestand gehört und die Tathandlung zu einer Rechtsgutsverletzung führt. Beispiele hierfür sind die Körperverletzung oder die Sachbeschädigung. Verletzungsdelikte zählen zu den Erfolgsdelikten und sind dort das Gegenstück zu den konkreten Gefährdungsdelikten.